# Leonid Pozen
Leonid Pozen (Obolon, Gubernia de Poltava, Imperio Ruso, 26 de febrero de 1849- Petrogrado, URSS, 8 de enero de 1921) fue un escultor ruso, Itinerante y político. Miembro titular de la Academia Imperial de las Artes (1894), senador de la Asamblea Legislativa (desde 1912). La mayoría de sus obras fueron hechas con cera y después fundidas en bronce en la fábrica K. Werfel en San Petersburgo.  Sus primeras obras muestran su atracción por la escultura animalística. Su realismo coloca Pozen junto a los pintores Vasily Perov, Grigory Myasoyedov, e Ivan Kramskoy.

## Biografía
Leonid Pozen nació en la familia de un capitán de la Guardia que se retiró al pueblo Obolon, Condado Khorolsky (ahora distrito de Semenov de la región de Poltava), en la finca familiar Pozen. La formación inicial del futuro escultor le llegará en su casa, de pequeño ya modelaba, en miga de pan de centeno, figuras de animales que copiaba de las cerámicas que hacían los artesanos de la zona. También dibujaba muy bien. A la edad de quince años, entró en el quinto grado en el Instituto de la provincia de Poltava. Terminado este período, y dados sus dotes artísticas, sus padres quisieron inscribirlo en la Academia Imperial de las Artes de San Petersburgo. Sin embargo, el joven Pozen no se tomó en serio sus inclinaciones artísticas y en 1867 decidió estudiar Derecho, primero en la Universidad de Járkov y un año más tarde se trasladó a la Facultad de Derecho de la Universidad de San Petersburgo. Se graduó en 1872 y comenzó a trabajar como asistente fiscal.
Ya como abogado, Pozen fue a servir al Ministerio de Justicia, y casi de inmediato fue enviado a Poltava como candidato para uno de los puestos de la corte de distrito. En los tribunales Leonid trabajó durante más de 40 años. En primer lugar,como investigador del distrito de Poltava, después consejero de Estado, Consejero Privado, senador del Departamento de Casación Penal. Con su llegada a Poltava, reanudó sus estudios artísticos. Empezó haciendo copias en yeso de diferentes figuras, y luego poco a poco comenzó a esculpir   retratos de amigos y familiares, para pasar a hacer composiciones más complejas.
En 1891, L.Pozen,  se trasladó nuevamente  a San Petersburgo. Mientras trabajaba en la oficina del fiscal de la Corte de Distrito de San Petersburgo, siguió manteniendo vínculos con artistas. Ese mismo año se convirtió en miembro de pleno derecho de la Asociación de los "Ambulantes", y en 1894, miembro de la Academia de las Artes.
Creó una serie de bustos: GG Myasoedova (1890), F. Stravinsky (1897), NA Yaroshenko (1898, 1899), Kotlyarevsky (Poltava a la escuela que lleva el nombre del escritor) y et al.
A principios de 1900, L. Posen ha creado un monumento al poeta Ivan Kotlyarevsky (inaugurado en 1903). En 1914-1915 trabajó en el monumento a Nikolai Gogol en Poltava (inaugurado en 1934).
Leonid obras Posen son en muchas colecciones de museos, incluyendo la Galería Estatal Tretyakov, el Museo del Estado Ruso, Kiev Museo de Arte Ruso, Poltava museo de arte y otros. 
L.Pozen murió el 8 de enero de 1921, está enterrado en el cementerio de Smolensk, en San Petersburgo. Después de la muerte de su marido, Maria Feodorovna dio esculturas y documentos a museos de arte de Leningrado y Poltava. Magnífico legado artístico del escultor que hoy admiramos.

## Galería

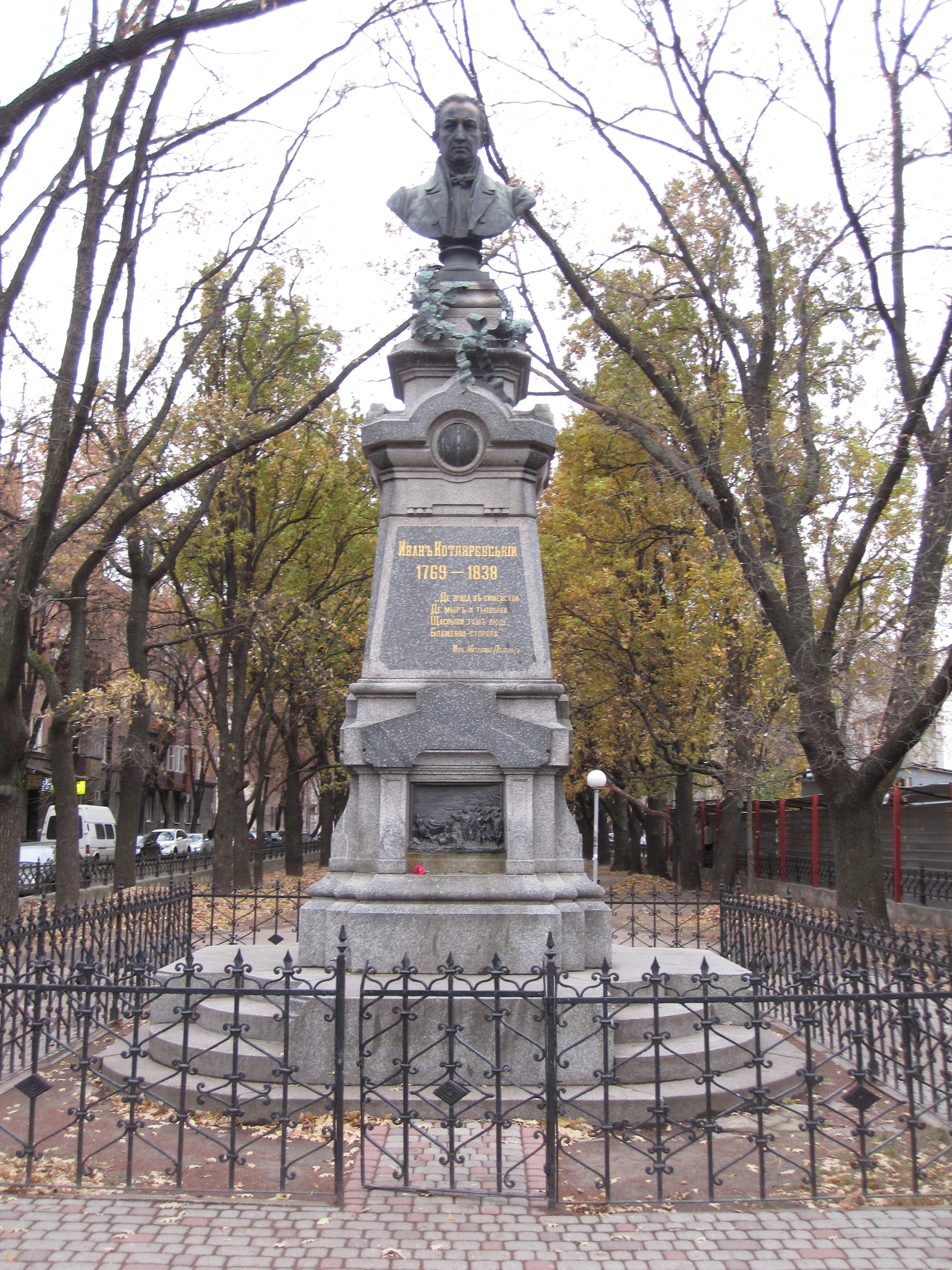
Monumento a Ivan Kotliarevski.
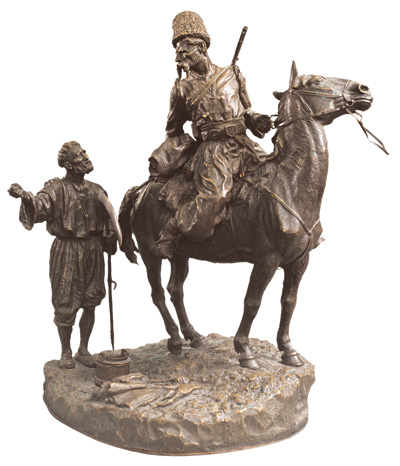
Cosaco en exploración (1887).
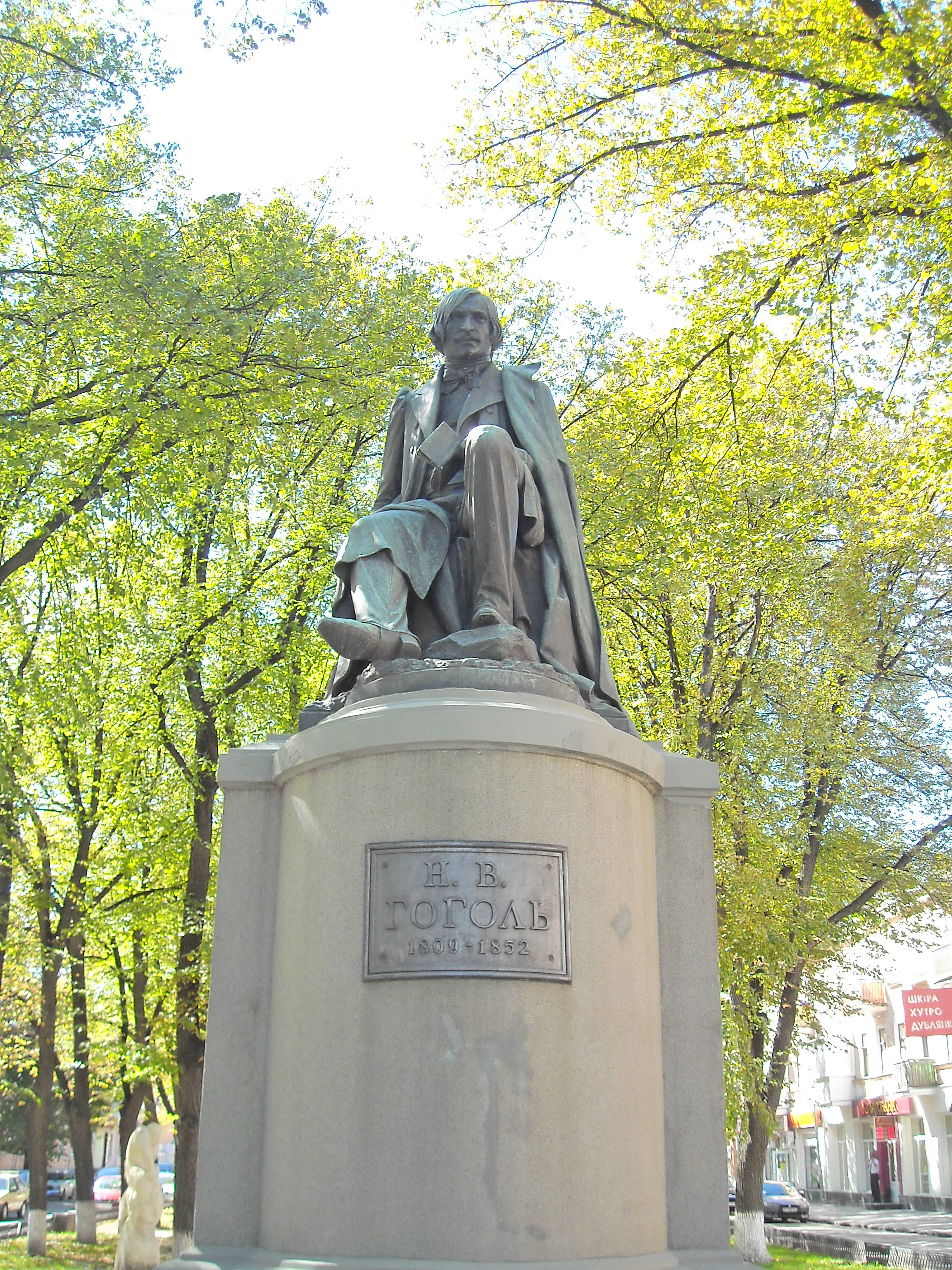
Monumento a Gogol en Poltava.
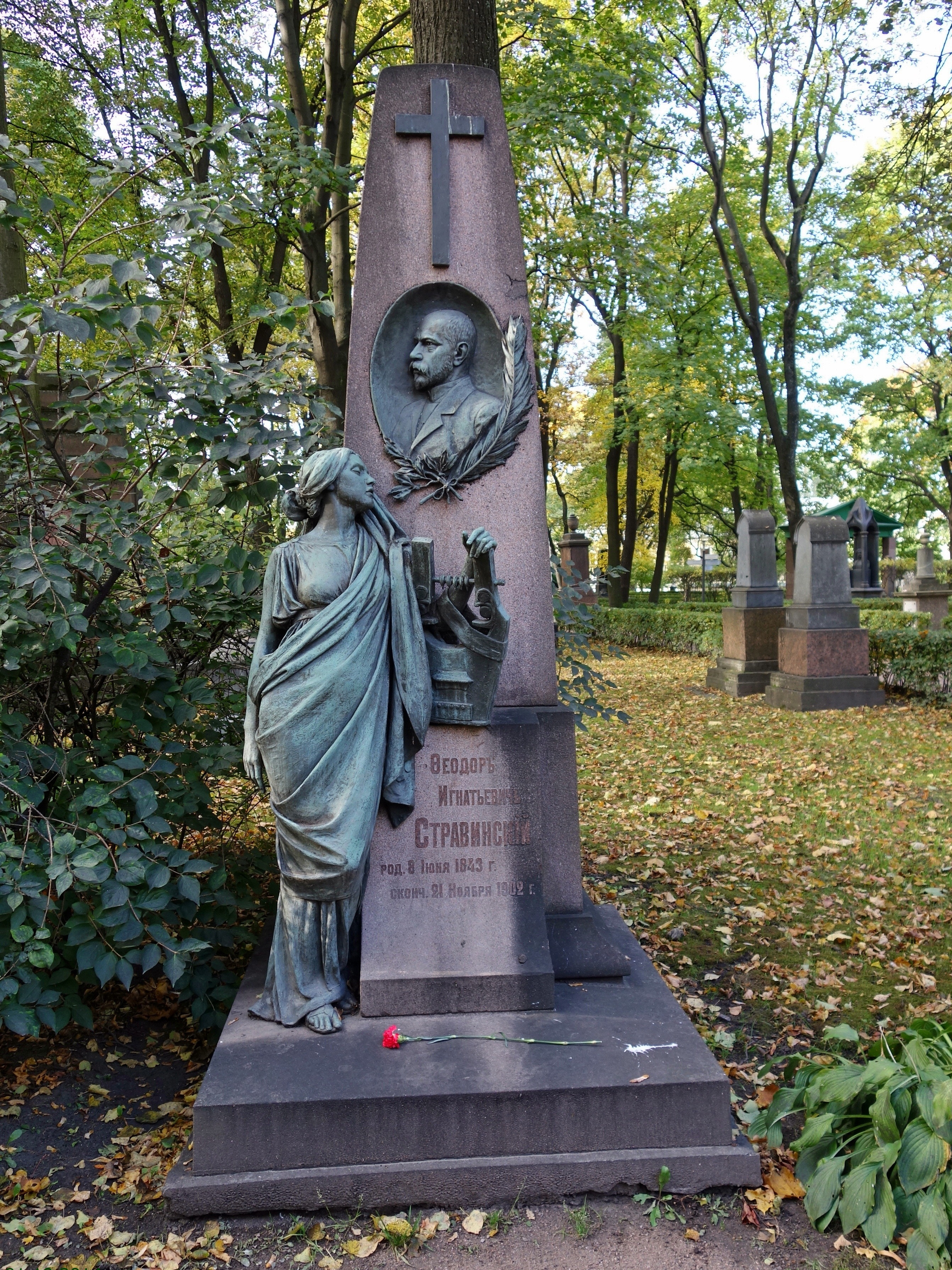
Tumba de Stravinski en Sant Petersburg.